# Diadocidia papua
Diadocidia papua är en tvåvingeart som beskrevs av Sevcik 2003. Diadocidia papua ingår i släktet Diadocidia och familjen slemrörsmyggor. Inga underarter finns listade i Catalogue of Life.